# هله کالدا
هله کالدا (استونیایی: Helle Kalda؛ زادهٔ ۱۷ فوریهٔ ۱۹۵۰) سیاستمدار و نماینده سابق مجلس اهل استونی است.